# くうや観助餅
座標: 北緯34度30分28.3秒 東経136度46分56秒 / 北緯34.507861度 東経136.78222度

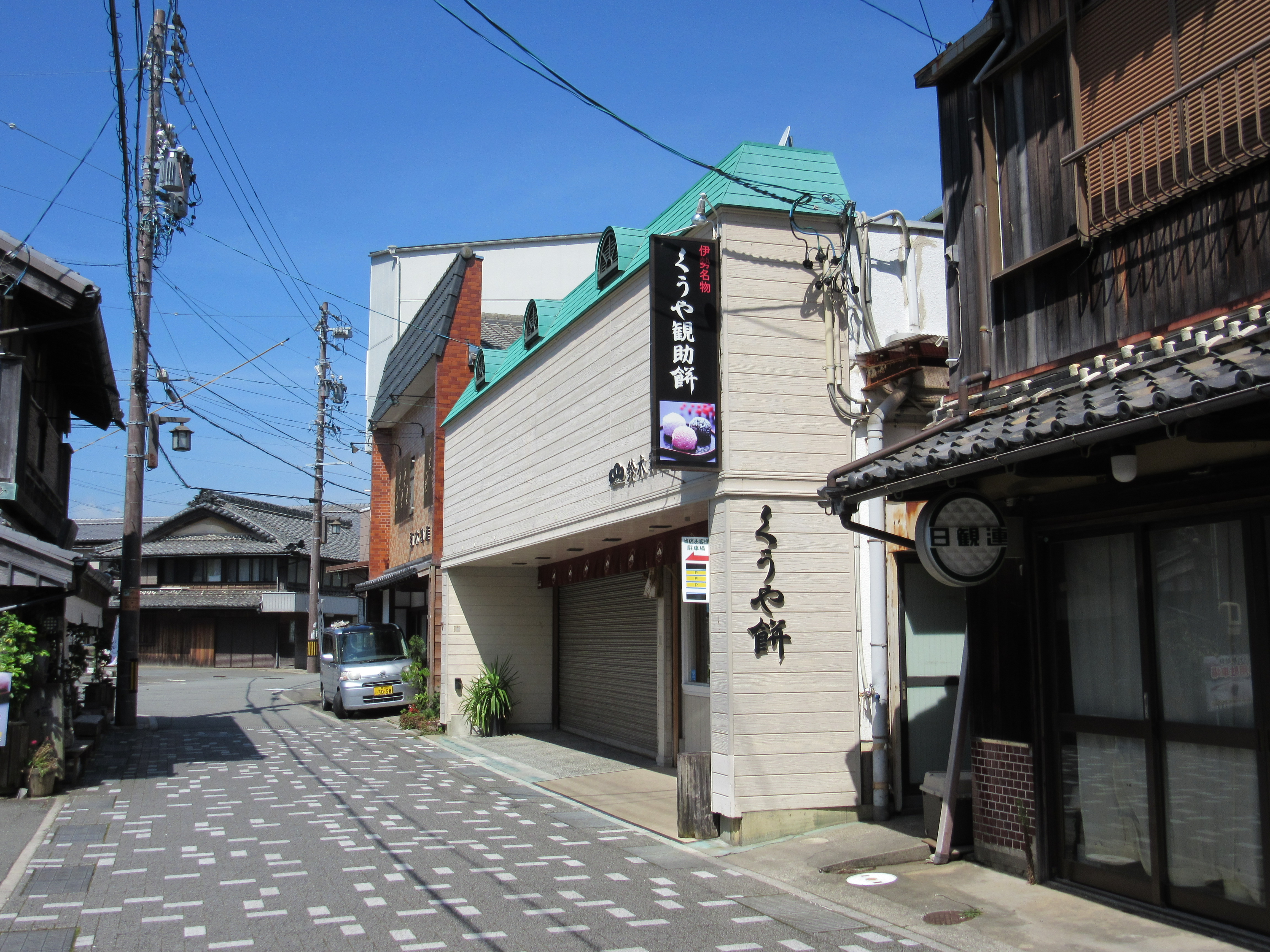
鈴木翠松軒（伊勢市二見町）

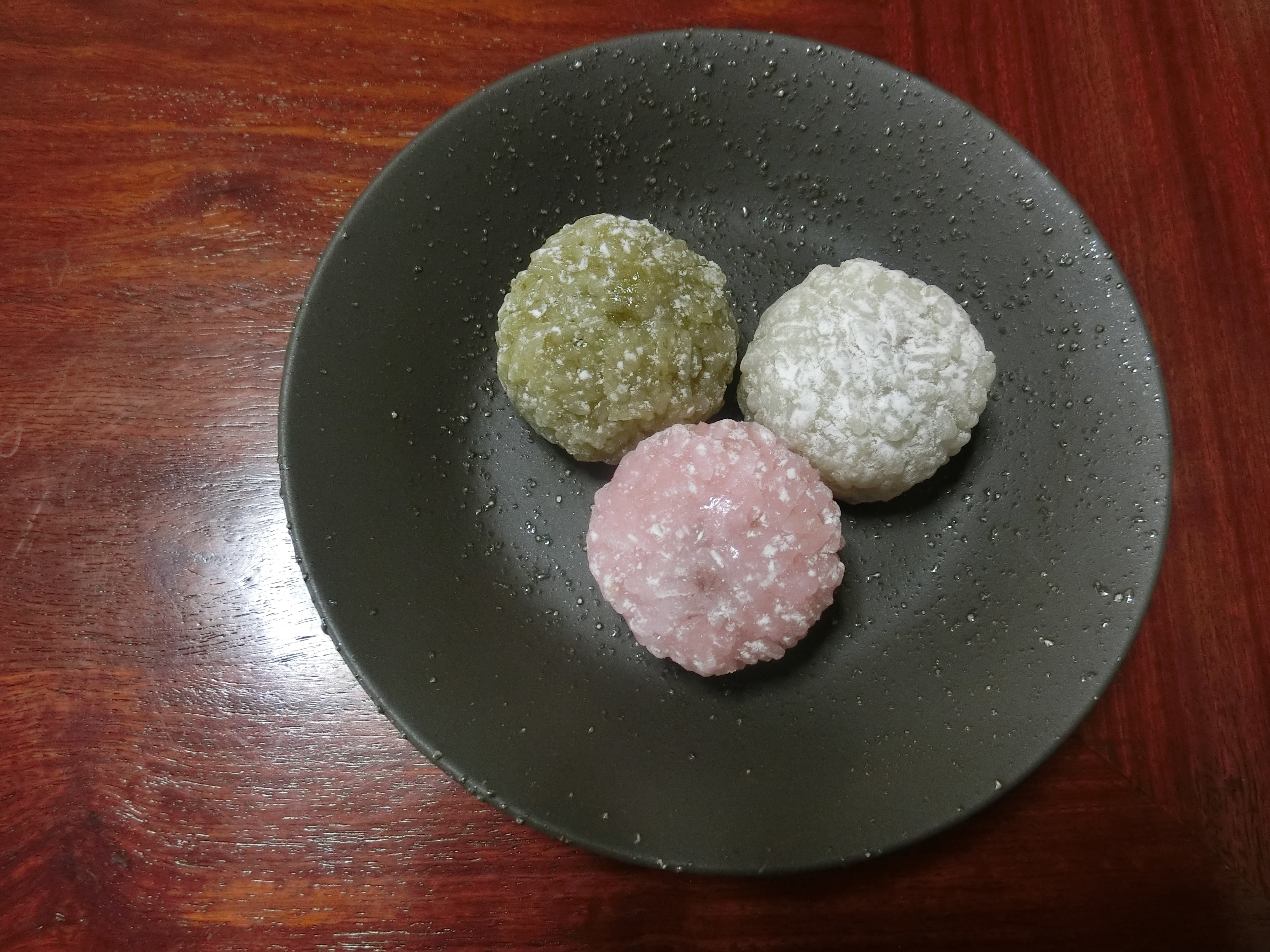
くうや観助餅

くうや観助餅（くうやかんすけもち）は、明治時代末期から三重県伊勢市二見町の鈴木翠松軒で製造販売されていた看板商品の銘菓。
「観助」とは鈴木翠松軒の2代目の名前である。空也(くうや)とは、蒸したもち米を完全に突ききらず ある程度米粒の感じを残した餅のことであり、「くうや観助餅」も もち米の存在感を残した餅の中にこし餡を包込んだものである。赤・白・よもぎの三色あり、 伊勢志摩地方では、慶事・弔事用の餅菓子としてよく知られている。
鈴木翠松軒では、麩饅頭、大内山ミルク饅頭、観助の手炊きもなか、大栗、音無木の実、大納言おこわ、カステラ、フィナンシェ等も、製造・販売していたが、令和2年6月末に廃業となり、それに伴い「くうや観助餅」の製造は終了した。

## 店舗
- 鈴木翠松軒 - 三重県伊勢市二見町茶屋537-18